# CSO Tricolorul Breaza
CS Tricolorul este un club de fotbal din orașul Breaza, județul Prahova, România, care evoluează în .

## Istoric
Tricolorul a fost infiintat initial in comuna Breaza de Sus in 1924. Echipa nu a fost inscrisa in competitiile oficiale, jucand doar meciuri amicale sau demonstrative pana in 1941 cand s-a desfiintat din cauza celui de-al Doilea Razboi Mondial.
In 1951 a fost reinfiintat tot ca Tricolorul Breaza de Sus si a fost inscris in Campionatul Raionului Campina. In 1953 is schimba denumirea in Recolta Breaza dupa ce cele doua comune Breaza de Sus si Breaza de Jos s-au unit pentru a forma orasul Breaza. Isi schimba denumirea in Steaua Rosie in 1957 si se desfiinteaza in 1966.
Este reinfiintata in 1971 ca Asociatia Sportiva Tricolorul Breaza si se inscrie in Campionatul Teritorial Campina pe care il castiga si promveaza in Campionatul Judetean dupa un turneu de baraj. Pana in 1991 a evoluat doar la nivel de Liga IV unde a terminat de 2 ori pe locul 2, in 1974/75 si 1976/77. In 1983 isi schimba din numele in Precizia.
Dupa sezonul 1990/91, datorita schimbarii sistemului competional de catre FRF, Precizia Breaza este nevoita sa joace din urmatorul sezon in Liga a V-a, chiar daca nu a terminat pe loc rerogradabil. promoveaza dupa un sezon, terminand pe locul 2.
Urmeaza 9 sezoane in Liga a IV-a, schimbandu-si denumirea in Hidrojet dupa numele sponsorului principal SC Hidrojet SA Breaza si castiga campionatul judetean in sezonul 2000/01. Castiga barajul cu 2-0 cu Aromet Poșta Câlnau, campioana judetului Buzau si promoveaza in Liga a III-a unde isi schimba denumirea in Tricolorul.
In urmatoarele sezoane in care evolueaza in Liga a III-a a terminat de 2 ori pe locul 2, in 2005-06 si 2008-09 si a ajuns in 16-imile Cupei Romaniei in editia 2007-08 unde a pierdut 0-1 cu Gloria Buzău. Locul 2 din sezonul 2008-09 a insemnat participarea la barajul de promovare in Liga a II-a intr-o grupa cu Oțelul Galați II si CSO Ovidiu. A promovat cu 2 victorii 3-0 cu Oțelul Galați II si 3-1 cu CSO Ovidiu. A jucat din nou in 16-imile Cupei Romaniei unde a pierdut 1–2 cu Oțelul Galați.
In primul sezon de Liga a II-a a terminat pe locul 16 si a retrogradat dar a beneficiat de retragerea echipei FC Baia Mare si a ramas in Liga a II-a. In vara 2010 dupa falimentul echipei Politehnica Iași, echipa a fost mutata la Iași unde a fuzionat cu echipa de Liga a V-a Navobi Iași pentru a forma echipa de Liga a II-a ACSMU Politehnica Iași. Pentru a continua traditia fotbalistica din Breaza, in Iunie 2010, a fost fondata Precizia Breaza, inscrisa in Liga a V-a Prahova. A castigat Liga a V-a in sezonul 2011–12 si a promovat in Liga a IV-a, unde dupa ce a a terminat pe locul 2 in 2019–20 a castigat Campionatul Judetean in 2022–23 si a promovat in Liga a III-a dupa barajul cu Daco-Getica București, campioana Bucureștiului, cu 2-2 in tur la București si 1-1, 1-1 d.p., 9-8 la lovituri de departajare in retur la Breaza.

## Denumiri
| Nume                     | Perioada     |
| Tricolorul Breaza de Sus | 1924-1941    |
| Tricolorul Breaza de Sus | 1951-1953    |
| Recolta Breaza           | 1953-1957    |
| Steaua Rosie Breaza      | 1957-1966    |
| Tricolorul Breaza        | 1971–1982    |
| Precizia Breaza          | 1982–1993    |
| Hidrojet Breaza          | 1993–2001    |
| Tricolorul Breaza        | 2001–2010    |
| Precizia Breaza          | 2010–2013    |
| Tricolorul Breaza        | 2013–prezent |

## Palmares
Liga III
- Vice-campioni (2): 2005–06, 2008–09

Liga IV – Județul Prahova
- Câștigători (2): 2000–01, 2022–23
- Vice-campioni (3): 1974/75,1976–77, 2019–20

Liga V – Județul Prahova
- Câștigători (1): 2011–12
- Vice-campioni (1): 1991-92

Sezoane in Liga a II-a: 1
Sezoane in Liga a III-a: 8
Cea mai buna performanta in Cupa Romaniei: 16-imi (2007-08, 2008-09)